# Oryphantes aliquantulus
Oryphantes aliquantulus là một loài nhện trong họ Linyphiidae.
Loài này thuộc chi Oryphantes. Oryphantes aliquantulus được miêu tả năm 2007 bởi Dupérré & Paquin.